# Хорна Љехота (Долни Кубин)
Хорна Љехота (слч. Horná Lehota) насељено је мјесто са административним статусом сеоске општине (слч. obec) у округу Долни Кубин, у Жилинском крају, Словачка Република.

## Становништво
| Година:    | 1994. | 2004.   | 2014.   | 2024.   |
| ---------- | ----- | ------- | ------- | ------- |
| Број људи: | 526   | 515     | 561     | 598     |
| Разлика:   |       | -2,09 % | +8,93 % | +6,59 % |

| Година:    | 2023. | 2024.   |
| ---------- | ----- | ------- |
| Број људи: | 573   | 598     |
| Разлика:   |       | +4,36 % |

Према подацима о броју становника из 2011. године насеље је имало 545 становника.